# Енино (Московская область)
Енино — село в Серпуховском районе Московской области. Входит в состав Данковского сельского поселения (до 29 ноября 2006 года входила в состав Туровского сельского округа).

## Население
| 2002 | 2006 | 2010 |
| ---- | ---- | ---- |
| 5    | ↘3   | ↗6   |

## География
Енино расположено примерно в 30 км (по шоссе) на юго-восток от Серпухова, на безымянном ручье, левом притоке Оки, высота центра села над уровнем моря — 132 м.

## Современное состояние
На 2016 год в селе зарегистрировано 2 садовых товарищества. Борисоглебская церковь, известна в селе с XVI века, в Смутное время была уничтожена, восстановлена в 1672 году. Современное каменное однокупольное здание, в стиле ампир, с колокольней, было построено в 1828 году. Церковь закрыта в 1930-х годах, возвращена верующим в конце 1990-х годов, памятник архитектуры.